# Маркшейдерські плани
Маркшейдерські плани (рос. маркшейдерские планы, англ. surveying plans, survey plans, geodesic plans; нім. Markscheiderrisse m pl, Markscheidekarten f pl) – плани, складені в прийнятій системі координат і в певному масштабі, на яких загальноприйнятими умовними знаками нанесені гірничі виробки шахти (кар’єру, рудника), споруди та природні об’єкти на поверхні в межах гірничого відводу, що характеризують форми, умови залягання і властивості покладів корисної копалини. Розрізняють М.п. основні та спеціальні. 